# Степанов, Никита Дмитриевич
Никита Дмитриевич Степанов (20 марта, 1995) — российский футболист, полузащитник клуба «Гандзасар».

## Карьера
Воспитанник петербургской спортшколы «Светлана». Начинал свою карьеру в «Тосно», однако после выхода команды на профессиональный уровень играл лишь за ее молодежный состав, иногда подпускаясь к тренировкам с основой. Не найдя себе клуба, выступал за любительские коллективы из Санкт-Петербурга и Ленинградской области. Дебютировал во втором дивизионе в 2021 году за петербургское «Динамо».
Летом 2024 года Степанов вместе с другими россиянами Сергеем Доценко и Буньямудином Мустафаевым перешел в стан новичка армянской Премьер-лиги «Гандзасара» (ранее полузащитник уже немного играл в Первой лиге этой страны). Дебют футболиста в местной элите состоялся 10 августа в матче первого тура чемпионата против «Арарата» (0:2).